# Plaiuri (okręg Alba)
Plaiuri – wieś w Rumunii, w okręgu Alba, w gminie Pianu. W 2011 roku liczyła 41 mieszkańców.